# Tótgurab
Tótgurab (szlovákul Slovenský  Grob, németül Slowakisch-Eisgrub, Böhmisch-Grub, Slawisch-Weissgrob) község Szlovákiában, a Pozsonyi kerületben, a Bazini járásban.

## Fekvése
Bazintól 3 km-re délre fekszik.

## Története
A mai település elődjét, a középkori "Mornar" falut írott forrás elsőként 1214-ben említi. A falu neve Sebus comes Udvarnok földjére vonatkozó adománylevelében bukkan fel. Az oklevél szerint ebben az időben két Mornar nevű falu volt és Udvarnok a két falu között feküdt. Az oklevélben szereplő harmadik falu pedig a mai Szentgyörggyel azonosítható. Mornar falu létezését egy 1296-os feljegyzés is megerősíti. 1324-ben a pozsonyi káptalannak a cseklészi uradalom határait kijelölő oklevelében, mint szomszéd birtok Mornar földje is szerepel. Ez a Mornar kétségtelenül a mai Horvátgurabbal azonosítható, míg az 1214-es oklevélben szereplő másik Mornar a mai Tótgurabnak felel meg. Udvarnok a Feketevíz közelébe helyezhető és a mai Triblavina major területén lehetett. Mornart 1324-ben említik utoljára, valószínűleg nem sokkal ezután elpusztult.
A mai falut német telepesek alapították, akik a települést "Grub"-nak (verem, gödör) nevezték el. Néhány forrás "Eisgrube" (azaz jégverem) néven is említi. 1548-ban a császár szolgálatában álló spanyol zsoldosok majdnem az egész települést felégették. A lakosság pótlására a birtokos Illésházy család 1552 körül délről, a török elől menekülő horvátokat, valamint környékbeli szlovákokat telepített ide. 1569-ben a falut "Tót-Ayszgrub" néven említik. 1634-ben a két település "Horvat Eisgrub", illetve "Totaizgrub" néven szerepel. Tótgurab lakói jobbágyok voltak, akik mezőgazdasággal, szőlőtermesztéssel, favágással, később kézművességgel, a nők szövéssel, hímzéssel is foglalkoztak.
Vályi András szerint ". Tót Guráb. Tót falu Posony Vármegyében, földes Ura G. Pálfy Uraság, lakosai katolikusok, fekszik az előbbeni faluktól nem meszsze, határja jó termékenységű ’s Czajla vize által nedvesíttetik, tulajdonságaira nézve az előbbenihez hasonló lévén, első Osztálybéli."
Fényes Elek szerint " Guráb (Tót), (Slavisch Weiszgrob) tót falu, Pozsony vmegyében, Sz. Györgytől keletre 3/4 óra, egy lapályos vizenyős vidéken: 714 kath., 8 zsidó lak. Kath. paroch. templom; szép erdő; sok és jó rétség; nagy marhatenyésztés; vizimalom. F. u. gr. Pálffy Ferencz."
Pozsony vármegye monográfiája szerint "Tótgurab, a bazini patak mellett fekvő tót kisközség, 148 házzal és 985 róm. kath. vallású lakossal. Újabb morva telepítvény, mely csak Illésházy István országbírónak 1569-ből való nyilatkozatában szerepel először Tót-Ayszgrub néven. 1641-ben már a mai nevét viseli. 1647-ben Teörös Jánosé. Később földesurai a Pálffyak voltak. A mult század elején Salvisch-Weiszgrob néven is említve találjuk. A községházán 1620-ból való birtokkönyvet őriznek. A katholikus templom 1617-ben épült, a Szent-Anna kápolna 1790-ben, a Szent-Mária kápolna meg 1759-ben, de ezt 1898-ban újjáépítették. A községnek Bazin a postája, távírója és vasúti állomása."
A trianoni békeszerződésig Pozsony vármegye Szenci járásához tartozott.

## Népessége
| Év:            | 1994. | 2004.    | 2014.    | 2024.     |
| -------------- | ----- | -------- | -------- | --------- |
| Emberek száma: | 1737  | 1925     | 2616     | 6133      |
| Eltérés:       |       | +10,82 % | +35,89 % | +134,44 % |

| Év:            | 2023. | 2024.   |
| -------------- | ----- | ------- |
| Emberek száma: | 5934  | 6133    |
| Eltérés:       |       | +3,35 % |

1910-ben 982, túlnyomórészt német lakosa volt.
2001-ben 1843 lakosából 1820 szlovák volt.
2011-ben 2129 lakosból 2077 szlovák.

## Neves személyek
- Itt született 1862-ben Léska József plébános.[6]

## Nevezetességei
- A Keresztelő Szent János tiszteletére szentelt római katolikus templom 1614-ből való.
- Szűz Mária kápolna. Barokk stílusú, 1750-ből.
- Szent Anna kápolna 1790-ből.
- Hagyománya van a csipkekészítésnek.
- Borászat. A Kis-Kárpátoki borvidék részét képezi.
- A helyi gasztronómiai hagyományokra épülő, libasültet felszolgáló éttermek.